# Royal Belize
La Royal Belize est une île de la mer des Caraïbes appartenant administrativement au district de Stann Creek. Elle est située à environ 30 km au sud-est de Dangriga dans la South Water Caye Marine Reserve (en).
C'est la seule île privée de luxe au Belize. On y trouve un complexe hôtelier  de trois villas avec un personnel à plein temps vivant sur l'île. L'île bénéficie d'un climat tropical tempéré.